# Urceolipora lucida
Urceolipora lucida är en mossdjursart som först beskrevs av Busk 1884.  Urceolipora lucida ingår i släktet Urceolipora och familjen Urceoliporidae. Inga underarter finns listade i Catalogue of Life.